# 007 썬더볼 작전
《007 썬더볼 작전》(영어: Thunderball)는 1965년에 개봉된 《007 시리즈》 영화이다.

## 줄거리
SPECTRE 요원 에밀리오 라르고는 훈련 중인 RAF 아브로 벌컨 폭격기에서 두 개의 원자폭탄을 탈취하여 NATO를 협박할 계획을 세운다.
쉬럽랜즈 헬스 리조트에 머물던 SPECTRE 요원 카운트 리페는 프랑스 공군 조종사 프랑수아 더발을 살해하고, 얼굴을 더발과 똑같이 성형한 안젤로 팔라치로 대체한다. 마지막 순간에 팔라치는 더 많은 돈을 요구하고, SPECTRE 요원 피오나 볼페는 그가 작전을 계속하도록 동의한다. 팔라치는 폭격기를 탈취하여 승무원을 죽이고 바하마의 얕은 물에 착륙시킨다. 그의 부하들이 폭탄을 회수하는 동안 라르고는 팔라치를 죽인다.
SPECTRE 암살자 자크 부바를 죽인 후 쉬럽랜즈에서 회복 중이던 영국 비밀 요원 제임스 본드는 리페를 알아보고 그를 감시한다. 본드와 리페가 서로를 암살하려다 살아남은 후, 본드는 더발의 시신을 발견한다. 런던으로 돌아온 본드는 다시 리페의 표적이 된다. 볼페는 리페를 죽이는데, 그 이유는 그가 안젤로를 고용한 것이 라르고의 계획을 위태롭게 했기 때문이다. SPECTRE가 7일 이내에 1억 파운드를 지불하지 않으면 미국이나 영국의 주요 도시를 파괴하겠다고 위협한 후 모든 007 요원들은 비상 경계 태세에 들어간다. 본드는 리조트에서 발견한 시신이 더발임을 인식한 후, 더발의 여동생 도미노와 접촉하기 위해 M에게 나소, 바하마로 배정해 달라고 요청한다.
본드는 카지노를 방문했을 때 도미노가 라르고의 정부임을 알게 된다. 본드와 라르고는 서로의 진짜 정체를 모르는 척하면서 고양이와 쥐 게임을 벌인다. 본드는 친구인 CIA 요원 펠릭스 라이터, 동료 요원 폴라 캐플란, MI6 보급 담당관 Q를 만나 수중 적외선 카메라와 소형 수중 호흡 장치 등의 장비를 받는다. 라르고의 배인 디스코 볼란테를 조사하던 본드는 수중 해치를 발견한다. 그는 밤에 라르고의 저택을 방문하지만, 폴라가 납치되었고 말하기를 거부하며 자살했다는 사실을 알게 된다. 본드는 정카누 축제 중 라르고의 부하들을 피한다. 볼페가 본드를 따라잡지만, 본드가 자신을 겨냥한 부하와 자신 사이에 그녀를 놓자 그녀는 사망한다.
본드와 라이터는 수중 위장된 벌컨과 팔라치와 승무원의 시신을 발견한다. 본드는 도미노에게 그녀의 오빠가 라르고에게 살해당했음을 밝히고, 그녀는 디스코 볼란테를 수색하는 것을 돕는다. 라르고는 그녀를 붙잡는다. 본드는 SPECTRE가 폭탄을 옮길 준비를 하는 동안 라르고의 부하 중 한 명을 대신하여 폭탄 중 하나가 어디로 옮겨지는지 알아내지만, 발각되어 버려진다. 본드와 라이터는 미국 해안 경비대와 미국 해군을 동원하여 디스코 볼란테 승무원과 싸우고 수중 전투에서 폭탄 중 하나를 회수한다. 본드는 라르고를 추격하고, 디스코 볼란테가 뒤쪽 절반을 분리하여 하이드로포일이 되어 도주하려 하자 디스코 볼란테를 붙잡는다. 본드는 갑판에 올라 디스코 볼란테를 통제 불능 상태로 만들고 라르고의 부하들을 물리치고 라르고와 싸운다. 라르고가 우위를 점하고 본드를 쏘려는 순간, 라르고가 고용한 핵 물리학자 라디슬라브 쿠체가 그녀를 풀어준 후, 도미노가 작살총으로 그를 죽여 복수한다. 세 사람은 디스코 볼란테가 바위에 충돌하여 폭발하기 직전 탈출한다. 본드와 도미노는 스카이 훅을 사용하여 비행기로 회수된다.

## 출연
- 숀 코네리 - 제임스 본드
- 클라우디안 아우거 - 도미노
- 아돌포 셀리 - 라르고
- 루시아나 팔루치 - 피오나

## 한국판 성우진(KBS)
- 양지운 - 제임스 본드(숀 코너리)
- 최덕희 - 도미노(클라우디안 아우거)
- 김병관 - 라르고(아돌포 셀리)
- 임종국 - M(버나드 리)
- 송도영 - 피오나(루치아나 팔루치)
- 신세인 - 내무장관(롤랜드 컬버)
- 남궁윤 - 펠릭스 라이터(잭 로드)
- 유민석 - Q(데스몬드 레웰인)
- 한상덕 - 블로펠드(안토니 도슨)
- 조동희 - 스펙터 11호(머레이 캐시)
- 이윤선 - 쿠츠 교수(조지 프라우다) / 리페 백작(가이 돌만)
- 함수정 - 폴라(마틴 베스윅) / 머니페니(루이스 맥스웰)
- 이호인 - 프랑수아(폴 스타시노) / 루마니아(얼 카메론) / 스펙터 7호(세실 쳉)
- 박규웅 - 스펙터 5호(필립 스톤)
- 김일 - 프리처드 대위(레오나드 삭스) / 스펙터 10호(앙드레 마란느)
- 서윤석 - 공군(패트릭 홀트)

## 기타
- 제작책임: 데이빗 미들매스
- 미술: 켄 애덤
- 미술: 피터 멀톤